# Petrovo (Eslováquia)
Petrovo é um município da Eslováquia, situado no distrito de Rožňava, na região de Košice. Tem 3,97 km² de área e sua população em 2018 foi estimada em 111 habitantes.

## Demografia
| Ano:        | 1994 | 2004   | 2014   | 2024    |
| ----------- | ---- | ------ | ------ | ------- |
| Broj ljudi: | 113  | 107    | 113    | 95      |
| Razlika:    |      | -5,30% | +5,60% | -15,92% |

| Ano:               | 2023 | 2024   |
| ------------------ | ---- | ------ |
| Número de pessoas: | 98   | 95     |
| Diferença:         |      | -3,06% |